# Atractus attenuatus
Atractus attenuatus — вид змій родини полозових (Colubridae). Ендемік Колумбії.

## Поширення і екологія
Atractus attenuatus відомі з типової місцевості, розташованої в долині Кауки, поблизу міста Сабаналарга в департаменті Антіокія, на висоті 1000 м над рівнем моря. Вони живуть у вологих гірських тропічних лісах.